# Zion (álbum de Hillsong United)
Zion é o terceiro álbum de estúdio da banda australiana de música cristã contemporânea Hillsong United. Foi lançado em 22 de fevereiro de 2013 na Austrália, e no dia 26 de fevereiro do mesmo ano foi lançado internacionalmente, pela Hillsong Music e Sparrow Records. A produção do álbum se iniciou em março de 2011 em Sydney, Austrália. Michael Guy Chislett e o membro Joel Houston supervisionaram a produção, com o último servindo como produtor executivo.
Dois singles foram lançados para promover o álbum: "Scandal of Grace" em 5 de fevereiro de 2013, e "Oceans (Where Feet May Fail)" em 10 de setembro de 2013.

## Recepção da crítica
| Críticas profissionais         | Críticas profissionais                |
| Avaliações da crítica          | Avaliações da crítica                 |
| Fonte                          | Avaliação                             |
| ------------------------------ | ------------------------------------- |
| AllMusic                       | 3.5 de 5 estrelas.                    |
| CCM Magazine                   | 4 de 5 estrelas.                      |
| Christian Broadcasting Network | 4.5 de 5 estrelas.                    |
| Christian Music Zine           | 3.5 de 5 estrelas.                    |
| Cross Rhythms                  | 10 de 10 estrelas.                    |
| Indie Vision Music             | 4 de 5 estrelas.                      |
| Jesus Freak Hideout            | 4.5 de 5 estrelas. · 4 de 5 estrelas. |
| Louder Than the Music          | 5 de 5 estrelas.                      |
| New Release Today              | 4.5 de 5 estrelas.                    |
| Worship Leader                 | 4.5 de 5 estrelas.                    |

Zion recebeu elogios e críticas dos críticos dos músicos. No Christian Broadcasting Network, Hanna Goodwyn classificou o álbum com quatro estrelas e meia, dizendo que "A música, as letras, o movimento, tudo se une em Zion". Matt Conner da CCM Magazine classificou o álbum com quatro estrelas, afirmando que este é "outro lançamento forte do United." Andrea Hunter do Worship Leader classificou o álbum com quatro estrelas e meia, escrevendo que os ouvintes "encontrarão músicas através de gerações e tradições para honrar a Deus e transformar corações." No Cross Rhythms, Tony Cummings classificou o álbum com dez quadrados perfeitos, indicando que o lançamento contém "uma variedade de sons e momentos de criatividade", e a band "pode ser aplaudida pela sua súbita, porém corajosa mudança na direção musical." Ryan Barbee do Jesus Freak Hideout classificou o álbum com quatro estrelas e meia, afirmando que ele tira o chapéu "para sua arte." De acordo com Scott Fryberger do Jesus Freak Hideout, que classificou o álbum com quatro estrelas, diz que este é "o melhor álbum que o United já lançou". Jonathan Andre do Indie Vision Music classificou o álbum com quatro estrelas, escrevendo que o lançamento "está repleto de temas e mensagens liricamente ricas, tendo com plano de fundo música eletrônica que apresenta uma maneira única de criar músicas de adoração". No New Release Today, Mary Burklin classifica o ábum com quatro estrelas e meia, afirmando que "o lançamento com textura rica que consegue atingir uma sensação íntima e orgânica, apesar do enorme alcance internacional da banda". David Jeffries do AllMusic classificou o álbum com três estrelas e meia, escrevendo que o lançamento está "um pouco recheado". No Louder Than the Music, Jono Davies classifica o álbum com perfeitas cinco estrelas, reforçando o quanto o lançamento é "Épico, Brilhante e Original". Emily Kjonaas do Christian Music Zine classificou o álbum com três estrelas e meia, dizendo que "este é um grande álbum de adoração que ajuda você a manter o seu foco em Cristo."

## Performance comercial
Zion é o álbum da Hillsong United mais bem sucedido, com 34.100 unidades sendo vendidas na primeiro semana. Isso significa 25% mais que o Aftermath, permitindo sua estreia na quinta posição do Billboard 200 dos Estados Unidos. O álbum foi também o sétimo número 1 da banda no chart de álbuns cristãos dos Estados Unidos. O álbum vendeu 169.000 copias nos Estados Unidos até maio de 2015.
O álbum debutou na primeira posição do Australian Albuns Charts e foi certificado com ouro pela Australian Recording Industry Association por suas vendas terem excedido 35.000 cópias.

## Lista de faixas
| N.º            | Título                         | Compositor(es)                                    | Líder(es) de adoração         | Duração |  |
| 1.             | "Relentless"                   | Matt Crocker, Joel Houston                        | Matt Crocker                  | 5:09    |  |
| 2.             | "Up in Arms"                   | Joel Houston                                      | Joel Houston                  | 4:27    |  |
| 3.             | "Scandal of Grace"             | Crocker, Houston, Ben Tennikoff                   | Matt Crocker                  |         |  |
| 4.             | "Oceans (Where Feet May Fail)" | Crocker, Houston, Salomon Ligthelm                | Taya Smith                    | 8:55    |  |
| 5.             | "Stay and Wait"                | Houston                                           | Joel Houston                  | 5:12    |  |
| 6.             | "Mercy Mercy"                  | Crocker, Houston                                  | Matt Crocker                  | 4:41    |  |
| 7.             | "Love Is War"                  | Houston                                           | Jad Gillies                   | 7:15    |  |
| 8.             | "Nothing Like Your Love"       | Sam Knock                                         | Jad Gillies                   | 5:51    |  |
| 9.             | "Zion" (Interlude)             | Michael Guy Chislett, Knock, Tennikoff            | Jad Gillies                   | 3:31    |  |
| 10.            | "Heartbeats"                   | Chislett, Crocker, Houston, Tennikoff             | Matt Crocker                  | 3:53    |  |
| 11.            | "A Million Suns"               | Scott Ligertwood, Dean Ussher                     | Jad Gillies, Taya Smith       | 5:05    |  |
| 12.            | "Tapestry"                     | Chislett, Crocker, Houston, Ligertwood, Tennikoff | Jonathan Douglass, Taya Smith | 6:42    |  |
| 13.            | "King of Heaven"               | Crocker, Ligthelm, Ryan Taubert                   | Matt Crocker                  | 5:28    |  |
| Duração total: | Duração total:                 | Duração total:                                    | Duração total:                | 1:10:14 |  |

| Deluxe edition |                                            |                       |         |  |
| N.º            | Título                                     | Líder(es) de adoração | Duração |  |
| 14.            | "Arise"                                    | Joel Houston          | 3:14    |  |
| 15.            | "Mountain"                                 | David Ware            | 7:10    |  |
| 16.            | "Mercy Mercy" (Reloaded)                   | Matt Crocker          | 4:10    |  |
| 17.            | "Ocenans (Where Feet May Fail)" (Reloaded) | Taya Smith            | 6:59    |  |
| 18.            | "Stay and Wait" (Reloaded)                 | Joel Houston          | 5:11    |  |
| Duração total: | Duração total:                             | Duração total:        | 1:36:17 |  |

| Lista de faixas |                        |         |  |
| N.º             | Título                 | Duração |  |
| 1.              | "Welcome Zion" (Vídeo) |         |  |
| Duração total:  | Duração total:         | 1:43:13 |  |

## Pessoal
Adaptado do AllMusic e do livreto de Zion.
Hillsong United
- Matt Crocker – vocais, violão, percussão, teclado, sintetizador
- Adam Crosariol – baixo
- Jonathan Douglass – vocais, piano elétrico, percussão
- Jad Gillies – vocais, guitarra elétrica, percussão
- Joel Houston – vocais, guitarra elétrica, teclado, sintetizador, baixo
- Peter James – piano, teclado, sintetizador
- Timon Klein – guitarra elétrica
- Simon Kobler – bateria, percussão
- Dylan Thomas – guitarra elétrica

Músicos adicionais
- Michael Guy Chislett – violão, guitarra elétrica, vocal de apoio, teclado, percussão, arranjo de cordas, sintetizador
- Jay Cook – vocal de apoio
- Evie Gallardo – violino
- Joel Hingston – guitarra elétrica
- Carli Marino – vocais
- Steven Robertson – violão em "Arise!
- James Rudder – percussão, vocal de apoio
- Taya Smith – vocais
- Ryan Tauber – arranjo de cordas
- Ben Tennikoff – Piano, órgão, acordeão, teclado, sintetizador, vocal de apoio
- Matt Tennikoff – baixo
- Laura Toggs – vocal de apoio
- David Ware – vocal em "Mountain"
- Michaeli Whitney – violoncelo

Produção
- Jay Argaret – diretor de arte
- Jonathon Baker – engenheiro
- Nathan Cahyadi – artista gráfico
- Michal Guy Chislett – produtor, mixagem, engenheiro, programação
- Adam Dodson – gestor de projeto
- Sam Gibson – mixagem
- Bobbie Houston – pastor sênior
- Brian Houston – pastor sênior
- Joel Houston – produtor executivo, produtor
- Peter James – programação
- Matt Johnson – fotografia
- Simon Kobler – programação
- Stephen Marcussen – masterização
- Jim Monk – engenheiro
- James Rudder – mixagem, engenheiro
- Ben Tennikoff – programação
- Ben Whincop – engenheiro
- Stewart Whitmore – editor digital

## Certificados
| Região                | Certificado | Vendas   |
| --------------------- | ----------- | -------- |
| Austrália (ARIA)      | Ouro        | 35.000+  |
| Estados Unidos (RIAA) | Ouro        | 500.000+ |